# Козлов (Смоленская область)
Козлов — древний город-крепость на реке Жижала в Смоленской земле.

## История
Первое летописное упоминание о нём относится к середине XIII века. Он располагался на одной из старейших дорог, именуемой «посольской» и соединявшей Москву и Смоленск, который с начала XV века находился под контролем Великого княжества Литовского. Козлов упомянут в перечне Ольгерда между ржевскими и смоленскими городками, отобранными у Литвы великим князем Дмитрием Ивановичем летом 1371 года. С распространённой локализацией на реке Жужале был не согласен В. Л. Янин, считавший, что Козлов можно искать на достаточно обширной территории, изобилующей топонимами со столь простыми наименованиями.
Козлов был центром Козловского княжества, являвшегося уделом Фоминско-Березуйского княжества. Управлявшая им ветвь князей Фоминских-Березуйских, которая, в свою очередь, была ответвлением князей Вяземских, стала носить фамилию Козловских. В 1492 году великий князь Иван III присоединил Козлов к единому Русскому государству. После взятия Смоленска Василием III граница отодвинулась далее на запад и Козлов перестал быть пограничной крепостью. Последнее упоминание о Козлове в источниках относится к 1616 году, когда служилые люди из Козлова отправились на защиту Вязьмы. Козлов был разрушен польско-литовскими захватчиками во время московского похода королевича Владислава Вазы 1618 года либо во время Смоленской войны 1632—1634 годов.
Город Мичуринск Тамбовской области, основанный в 1636 году вскоре после разорения Козлова, был назван Новым Козловом, впоследствии звался просто Козловом.

## Городище
От древнего Козлова осталось городище в 0,4 км севернее деревни Козловцы (в прошлом Козловка) на правом берегу Жижалы, которое считается важным археологическим памятником Смоленской области. При его археологических раскопках обнаружено, что с напольной стороны площадка городища защищена валом и рвом. В культурном слое найдены металлические предметы и фрагменты глиняных сосудов, как лепных, так и гончарных. Недалеко от городища, в 250 м от деревни Козловцы, на том же правом берегу Жижалы, расположено селище. На нём найдены лепная и гончарная керамика, куски обожжённой глины и уголь.